# Canal de l'Embut
La Canal de l'Embut és un torrent afluent per la dreta de la Rasa de Coll de Port a la Vall de Lord

## Descripció
Neix a 2.068 msnm a la Costa Dreta, sector del vessant sud-oriental del Tossal d'Estivella. Fins a la cota 1.575 s'escola en direcció sud-est. Allà rep per la dreta la Rasa del Clot de la Vall i entra al Clot de Coma d'Adell i agafa la direcció cap al nord-est. En sortir-ne, torna a agafar la direcció cap al sud-est i rep per l'esquerra la Rasa de Cal Poma i desguassa a la Rasa de Coll de Port sota Cal Cameta a 1.079 msnm.

## Municipis que travessa
Tot el seu recorregut el realitza pel terme municipal de la Coma i la Pedra.

## Xarxa hidrogràfica
La xarxa hidrogràfica de la Canal de l'Embut està integrada per un total de 12 cursos fluvials dels quals 4 són subsidiaris de 1r nivell de subsidiarietat, 6 ho són de 2n nivell i 1 ho és de 3r nivell.
La totalitat de la xarxa suma una longitud de 28.551 m.
| Codi del corrent fluvial | Coordenades del seu origen                                   | longitud (en metres) |
| ------------------------ | ------------------------------------------------------------ | -------------------- |
| Canal de l'Embut         | 42° 11′ 21.06″ N, 1° 32′ 39.96″ E / 42.1891833°N,1.5444333°E | 3.268                |
| E1                       | Xarxa de la Rasa del Clot de la Vall                         | 10.235               |
| D1                       | Xarxa de la Rasa del Sucre                                   | 10.674               |
| E2                       | Xarxa de la Rasa de Cal Poma                                 | 4.137                |

## Perfil del seu curs
| metres de curs  | 0     | 250   | 500   | 750   | 1.000 | 1.250 | 1.500 | 1.750 | 2.000 | 2.250 | 2.500 | 2.750 | 3.000 | 3.268 |
| --------------- | ----- | ----- | ----- | ----- | ----- | ----- | ----- | ----- | ----- | ----- | ----- | ----- | ----- | ----- |
| Altitud (en m.) | 2.068 | 1.983 | 1.909 | 1.832 | 1.741 | 1.675 | 1.628 | 1.529 | 1.483 | 1.410 | 1.338 | 1.227 | 1.135 | 1.079 |
| % de pendent    | -     | 34,0  | 29,6  | 30,8  | 35,1  | 26,4  | 18,8  | 39,6  | 18,4  | 29,2  | 28,4  | 44,4  | 36,8  | 20,9  |